# Endiandra tryphera
Endiandra tryphera är en lagerväxtart som beskrevs av A. C. Smith. Endiandra tryphera ingår i släktet Endiandra och familjen lagerväxter. Inga underarter finns listade i Catalogue of Life.